# Cypripedium debile
Cypripedium debile es una especie del género Cypripedium dentro de la familia Orchidaceae. Se encuentra en el este de Asia.

## Descripción
Es una orquídea de tamaño pequeño, que prefiere el clima fresco a frío es de hábito terrestre, con tallos glabros que llevan 2 hojas ovadas, cordadas, reticuladas y veteadas que florece en la primavera en una inflorescencia colgante,  de flores solitarias con la flor justo por encima del nivel del suelo.

## Distribución y hábitat
Se encuentra en Japón, Taiwán y China en lugares ricos en humus y bien drenados en los bosques, matorrales y lugares con sombra a lo largo de barrancos a altitudes de 2000 a 2800 metros.  

## Taxonomía
Cypripedium debile fue descrita por Heinrich Gustav Reichenbach y publicado en Xenia Orchidacea 2: 223. 1874.
Etimología
El nombre del género viene de « Cypris», Venus, y de "pedilon" = "zapato" ó "zapatilla" en referencia a su labelo inflado en forma de zapatilla.
debile; epíteto latino que significa "débil, frágil".
Sinonimia
- Cypripedium cardiophyllum Franch. & Sav.[4][5]